# Cacia subfasciata
Cacia subfasciata är en skalbaggsart som beskrevs av Schwarzer 1930. Cacia subfasciata ingår i släktet Cacia och familjen långhorningar. Inga underarter finns listade.